# Albert Blakeney

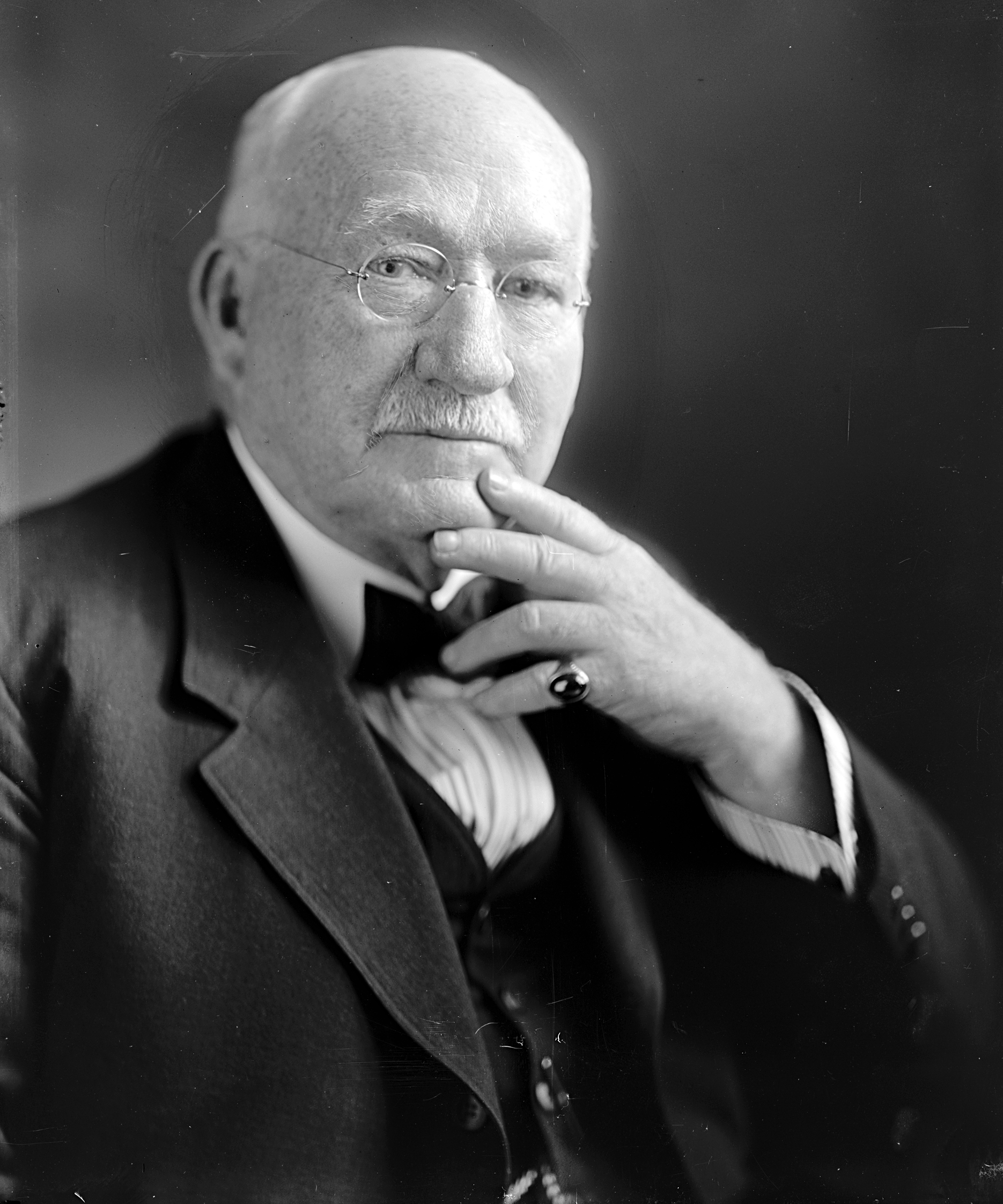
Albert Blakeney

Albert Alexander Blakeney (* 28. September 1850 in Riderwood, Baltimore County, Maryland; † 15. Oktober 1924 in Baltimore, Maryland) war ein US-amerikanischer Politiker. Zwischen 1901 und 1903 sowie nochmals von 1921 bis 1923 vertrat er den Bundesstaat Maryland im US-Repräsentantenhaus.

## Werdegang
Albert Blakeney besuchte private Schulen und betätigte sich danach in der Baumwollverarbeitung. Später betrieb er in Franklinville eine Baumwollspinnerei. Gleichzeitig schlug er als Mitglied der Republikanischen Partei eine politische Laufbahn ein. Zwischen 1895 und 1899 war er als Commissioner Landrat im Baltimore County. Bei den Kongresswahlen des Jahres 1900 wurde er im zweiten Wahlbezirk von Maryland in das US-Repräsentantenhaus in Washington, D.C. gewählt, wo er am 4. März 1901 die Nachfolge von William Benjamin Baker antrat. Da er im Jahr 1902 auf eine weitere Kandidatur verzichtete,  konnte er bis zum 3. März 1903 zunächst nur eine Legislaturperiode im Kongress absolvieren.
Nach dem Ende seiner Zeit im US-Repräsentantenhaus nahm Blakeney seine früheren Tätigkeiten wieder auf. Bei den Wahlen des Jahres 1920 wurde er erneut im zweiten Distrikt seines Staates in den Kongress gewählt, wo er am 4. März 1921 Carville Benson ablöste. Dar er im Jahr 1922 nicht bestätigt wurde, konnte er bis zum 3. März 1923 nur eine weitere Amtszeit im US-Repräsentantenhaus verbringen. Albert Blakeney starb am 15. Oktober 1924 in Baltimore, wo er auch beigesetzt wurde.